# Odontophora
Odontophora é uma superfamília de ouriços-do-mar regulares pertencentes à ordem Camarodonta..

## Características
A superfamília Odontophora distingue-se dos restantes membros da ordem Camarodonta pela presença de certas apomorfias ao nível da lanterna de Aristóteles. A estrutura taxonómica foi definida em 2010 por Andreas Kroh e Andrew B. Smith.

## Taxonomia
Segundo a base de dados taxonmica WRMS:
- Família Echinometridae Gray, 1855
- Família Strongylocentrotidae Gregory, 1900
- Família Toxopneustidae Troschel, 1872

## Galeria

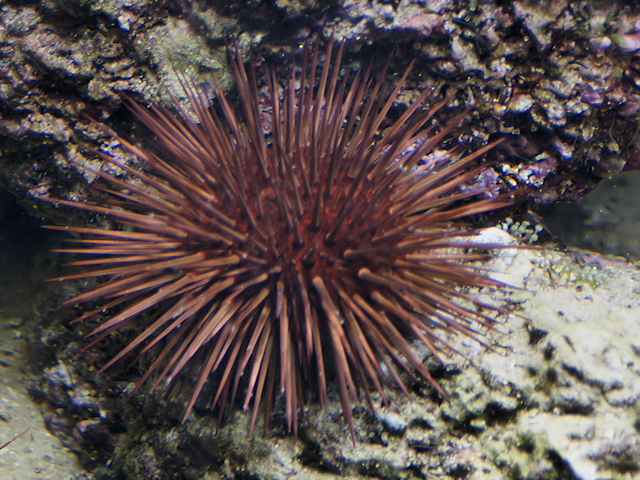
Echinometra lucunter
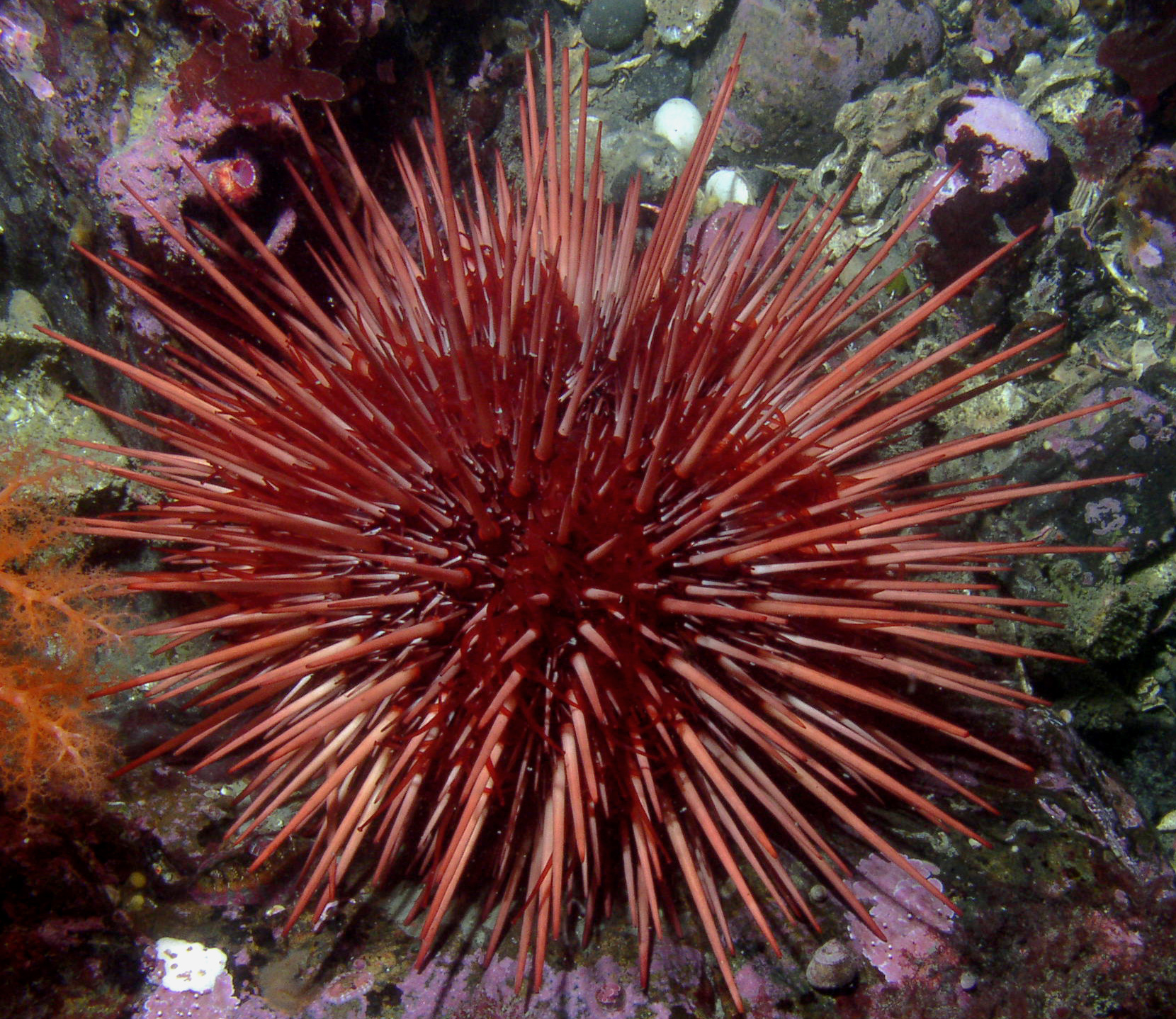
Strongylocentrotus franciscanus
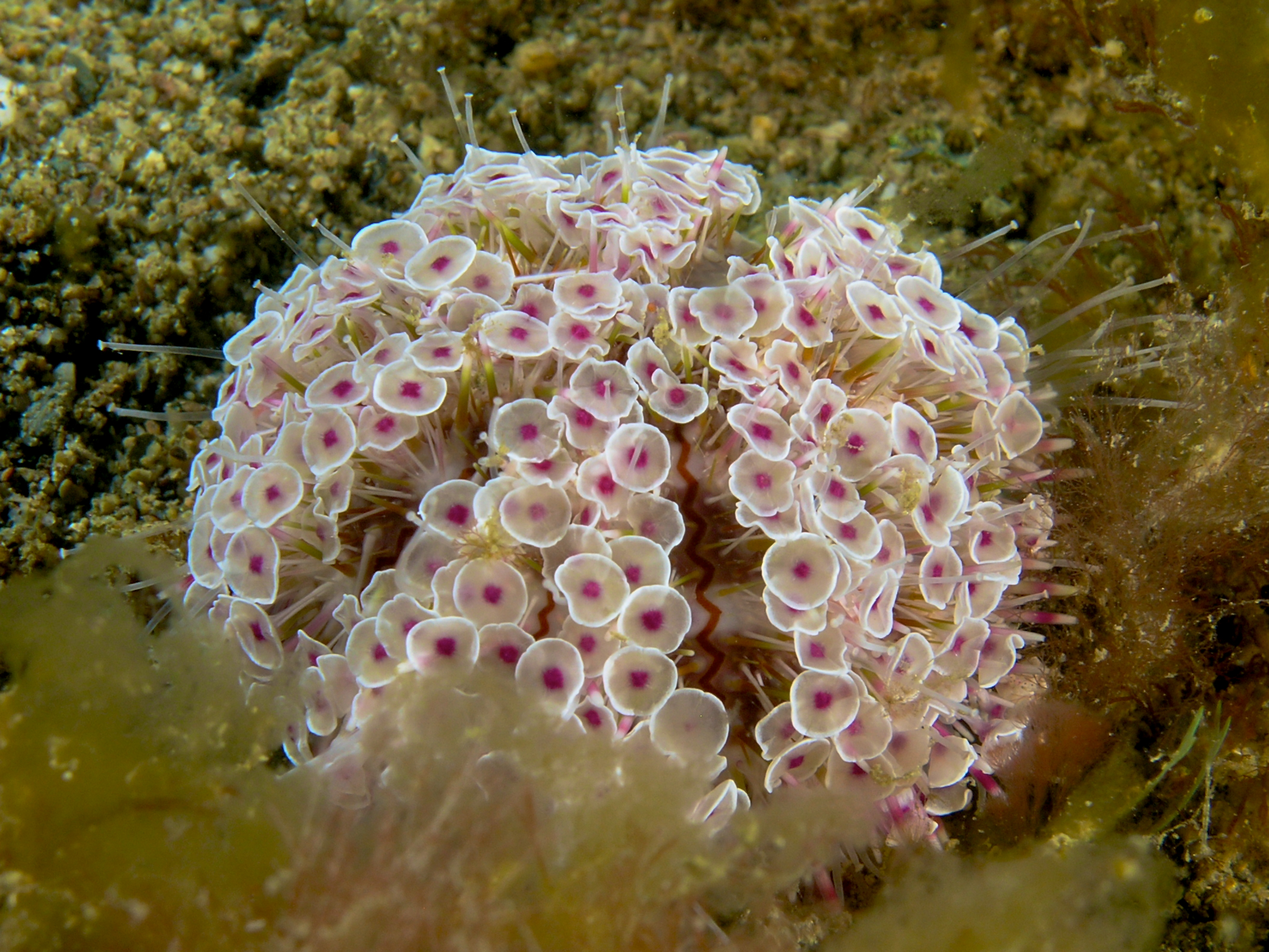
Toxopneustes pileolus
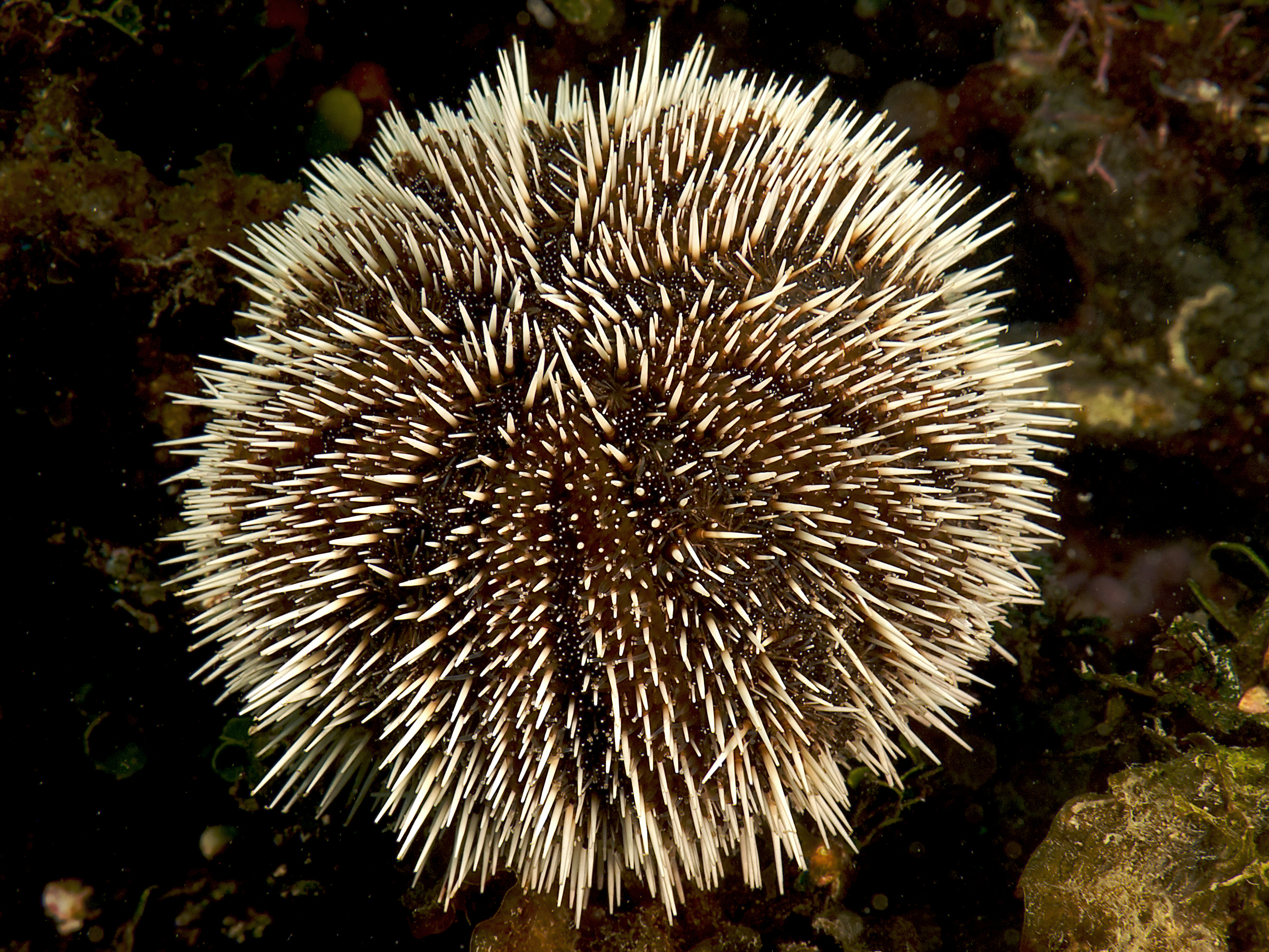
Tripneustes ventricosus
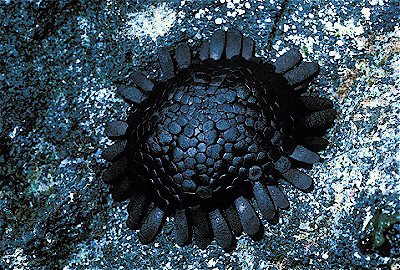
Colobocentrotus atratus
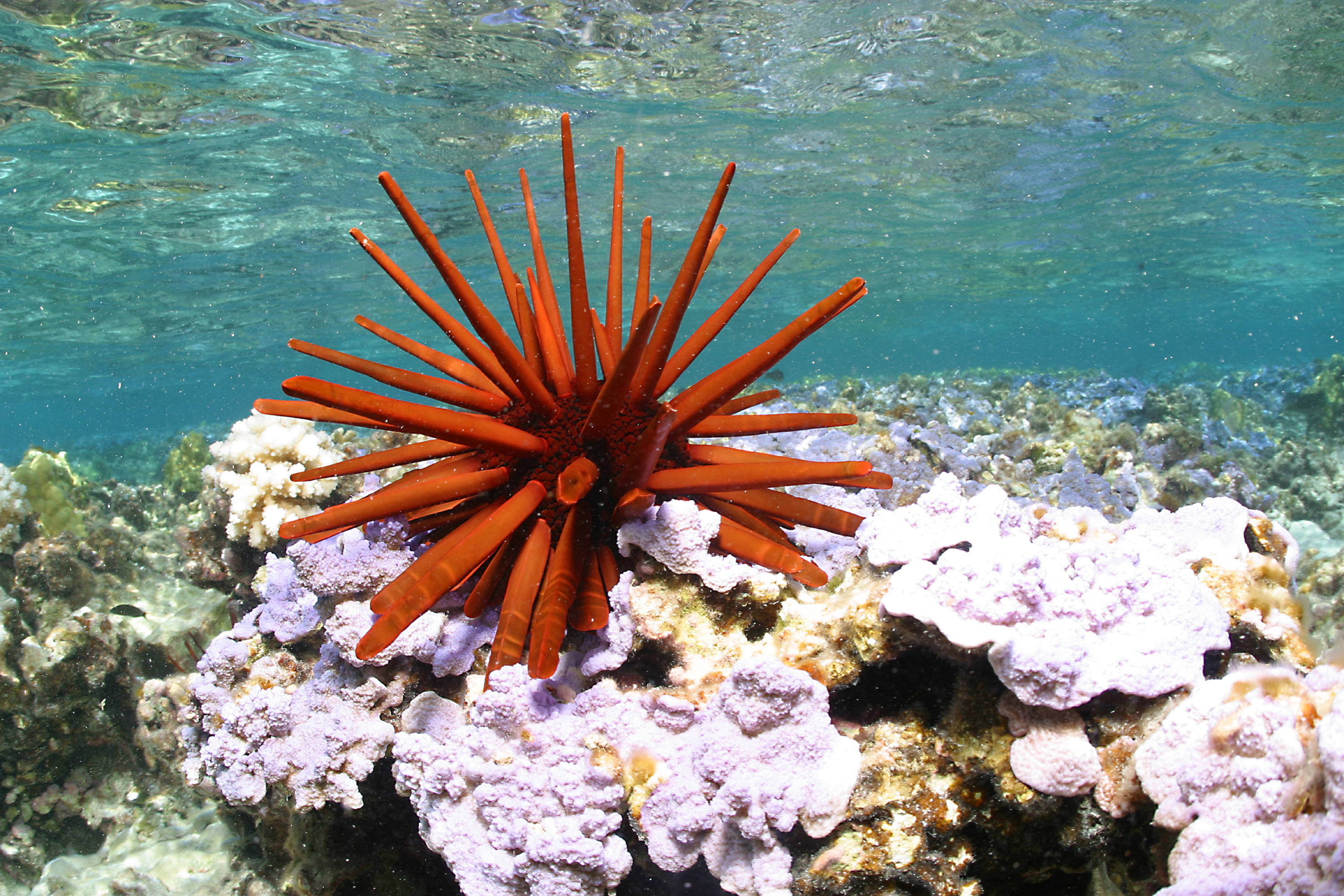
Heterocentrotus mammillatus